# Matt Patricia
Matthew Edward Patricia (* 13. September 1974 in Sherrill, New York) ist ein American-Football-Trainer. Aktuell ist er vereinslos. Davor war er von 2018 bis 2020 war er Head Coach der Detroit Lions in der NFL und als Assistenztrainer in verschiedenen Positionen bei den New England Patriots, mit denen er insgesamt dreimal den Super Bowl gewann, und den Philadelphia Eagles aktiv.

## Karriere

### Frühe Karriere
Nach seiner Highschool spielte Patricia für das Rensselaer Polytechnic Institute als Center und Guard. Nachdem er mit seinem Bachelor von der Schule abging, bekam er dort eine Anstellung als Assistenztrainer. Nach drei Jahren Pause, in denen er als Ingenieur tätig war, nahm er eine stelle als Assistenztrainer am Amherst College an. Ab 2001 trainierte er an der Syracuse University, ehe er 2004 Assistenztrainer unter Bill Belichick bei den New England Patriots wurde.
Bei den Patriots wechselte Patricias Zuständigkeit mit den Jahren, ehe er 2012 zum Defensive Coordinator befördert wurde. In seiner Zeit bei den Patriots konnte er dreimal den Super Bowl gewinnen: einmal, 2005, als Offensive Assistant und zweimal, 2015 und 2017, als Defensive Coordinator.

### Cheftrainer der Detroit Lions
Nach diesen Erfolgen wurde Patricia 2018 Cheftrainer der Detroit Lions. Seine ersten Jahre waren allerdings nicht unbedingt von Erfolg geprägt: Beide Male beendeten die Lions die Saison auf dem letzten Platz der NFC North. In seiner ersten Saison konnte er immerhin noch 6 Siege zu 10 Niederlagen verbuchen, während es in der zweiten Saison nur noch 3 Siege bei 12 Niederlagen und einem Unentschieden waren.
Am 28. November 2020 wurde Patricia von den Lions entlassen, nachdem sich das Team auch in der dritten Saison unter Patricia nicht verbessern konnte und an Thanksgiving deutlich gegen die Houston Texans verloren hatte.

### Rückkehr als Assistenztrainer
Daraufhin kehrte Patricia zu den New England Patriots zurück, zunächst jedoch nur in einer Beraterrolle. Zur Saison 2022 wurde er Trainer der Offensive Line der Patriots. Nach der Saison wurde er jedoch nach schlechten Spielen der Offense von seiner Trainerposition entlassen, blieb jedoch zwischenzeitlich als Berater bei den Patriots. Im April 2023 schloss er sich schließlich den Philadelphia Eagles um Head Coach Nick Sirianni als Berater an. Im Dezember des Jahres übernahm er die Funktion des Play Callers in der Defense und wurde somit zum De Facto Defensive Coordinator der Eagles. Nach Ende der Saison wurde sein auslaufender Vertrag bei den Eagles jedoch nicht verlängert.
Während der Saison 2024 blieb Patricia vereinslos, stattdessen wurde er TV-Experte bei The 33rd Team.

## Karrierestatistiken
| Team   | Saison | Regular Season | Regular Season | Regular Season | Regular Season | Regular Season      | Postseason | Postseason  | Postseason | Postseason  |
| Team   | Saison | Siege          | Niederlagen    | Unentschieden  | Siege %        | Platzierung         | Siege      | Niederlagen | Siege %    | Platzierung |
| ------ | ------ | -------------- | -------------- | -------------- | -------------- | ------------------- | ---------- | ----------- | ---------- | ----------- |
| Lions  | 2018   | 6              | 10             | 0              | 37,5 %         | 4. in der NFC North | —          | —           | —          | —           |
| Lions  | 2019   | 3              | 12             | 1              | 21,9 %         | 4. in der NFC North | —          | —           | —          | —           |
| Lions  | 2020   | 4              | 7              | 0              | 36,4 %         | entlassen           | —          | —           | —          | —           |
| Gesamt | Gesamt | 13             | 29             | 1              | 31,4 %         |                     | 0          | 0           | 0,0 %      |             |